# Millington Glacier
Millington Glacier är en glaciär i Antarktis. Den ligger i Östantarktis. Nya Zeeland gör anspråk på området. Millington Glacier ligger 776 meter över havet.
Terrängen runt Millington Glacier är varierad, och sluttar österut. Trakten är obefolkad. Det finns inga samhällen i närheten.